# .ws
.ws為薩摩亞國家及地區頂級域（ccTLD）的域名，現時由薩摩亞政府外交部旗下的SamoaNIC管理。
.ws這個縮寫其實是源於薩摩亞的舊稱「西薩摩亞」，亦是這個縮寫訂定時的1970年代時當地的名稱。由於薩摩亞當局未有限制可以使用 .ws 域名的公司必須要與當地有任何聯繫，所以事實上除了保留了的 .ORG.WS 、 .GOV.WS 及 .EDU.WS 以外，其餘次級域名都開放註冊。
美商GDI網路域名公司認為ws 亦可以視作「網站」英文「website」的縮寫，而GDI認為不少公司都會希望利用這個同字異義的簡寫的域名，從而為他們帶來了未來商機。因此美商GDI有針對此一網域的服務。

## 參看
- 美商GDI
- 域名hack

## 外部連結
- IANA .ws whois 資訊頁面（页面存档备份，存于）
- SamoaNIC.ws（页面存档备份，存于）